# シュテルン (雑誌)
『シュテルン』 （独：Stern ）は、ドイツのニュース週刊誌。1948年創刊。「シュテルン」は、ドイツ語で「星」を意味する語である。